# Leucania roseola
Leucania roseola är en fjärilsart som beskrevs av Smith 1894. Leucania roseola ingår i släktet Leucania och familjen nattflyn. Inga underarter finns listade i Catalogue of Life.